# 高千穂町立田原小学校
高千穂町立田原小学校（たかちほちょうりつ たばるしょうがっこう）は、宮崎県西臼杵郡高千穂町大字河内にある公立の小学校。

## 概要
歴史
1875年（明治8年）に「河内小学校」として創立。現校名となったのは1956年（昭和31年）。2025年（令和7年）に創立150周年を迎える。
校章
1948年（昭和23年）制定。銀杏の葉を背景にして、中央に「小」の文字を配している。
校歌
1948年（昭和23年）制定。作詞・作曲ともに佐藤圭一による。歌詞は3番まであり、歌詞中に校名は登場しない。
通学区域
住所表記で「高千穂町」の後に以下が続く地域。
- 「大字河内（中西・河内・城山・奥鶴・馬場・下河内）」
- 「大字田原（上田原・下田原・高岩）」
- 大字五ケ所（五ケ所）」

中学校区は高千穂町立高千穂中学校。

## 沿革
- 1875年（明治8年）9月22日 - 「区立河内小学校」が創立。旧庄屋邸を校舎に代用。
- 1882年（明治15年）- 夕塩分教場を設置。
- 1887年（明治20年）- 小学校令施行により、尋常科（4年制）を設置の上、「区立尋常河内小学校」に改称。
- 1889年（明治22年）5月1日 - 町村制施行に伴い、西臼杵郡3村（五ケ所・河内・田原）合併で「田原村」が発足。
- 1892年（明治25年）4月 - 「区立河内尋常小学校」に改称。
- 1900年（明治33年）[2]4月13日 - （村立）田原高等小学校を併設。新校舎が完成。
- 1908年（明治41年）4月 - （村立）田原高等小学校が廃止される。区立河内高等小学校を設置の上、「区立河内尋常高等小学校」に改称。改正小学校令により、尋常科が4年制から6年制に改められる。これにより、従来の高等科1年を「尋常科5年」に、高等科2年を「尋常科6年」に、高等科3年を「高等科1年」に、高等科4年を「高等科2年」に改組。
- 1909年（明治42年）3月 - 尋常小学校2校（田原・五ヶ所）を統合し、田原分教場・五ヶ所分教場を設置の上、「田原尋常高等小学校」と改称。夕塩分教場を廃止。
- 1911年（明治44年）
  - 4月 - 校舎を改築し、3棟となる。
  - 6月 - 五ヶ所分教場が分離の上、「五ヶ所尋常小学校」として独立。
- 1916年（大正5年）- 田原分教場が分離の上、「田原尋常小学校」として独立。
- 1920年（大正9年）3月 - 夕塩分教場を設置（再）。
- 1927年（昭和2年）3月31日 - 尋常小学校2校（田原・五ヶ所）を統合の上、それぞれ「田原分教場」・「五ヶ所分教場」とする。
- 1941年（昭和16年）4月1日 - 国民学校令施行により、田原分教場を統合の上、「田原村田原国民学校」に改称。尋常科を初等科に改める（初等科6年・高等科2年）。五ヶ所分教場が分離の上、「田原村五ヶ所国民学校」として独立。
- 1942年（昭和17年）5月 - 校舎を改築の上、2階建て6教室とする。
- 1947年（昭和22年）
  - 4月1日 - 学制改革（六・三制の実施）により、国民学校初等科は新制小学校「田原村立田原小学校」に改組・改称。
  - 4月30日 - 国民学校高等科と青年学校普通科が統合の上、新制中学校「田原村立田原中学校」となり、小学校に併設される。
- 1948年（昭和23年）- 校章と校歌を制定。
- 1951年（昭和26年）- 木造2階建8教室が完成。
- 1953年（昭和28年）4月 - 公立幼稚園として「ぎんなん幼稚園」が小学校内に開園。
- 1956年（昭和31年）
  - 8月 - 旧校舎（7教室）を移築し、運動場を拡張。プールが完成。
  - 10月1日 - 町村合併（高千穂町・田原村・岩戸村）により、「高千穂町立田原小学校」（現校名）に改称。
- 1962年（昭和37年）9月 - 田原中学校の移転により、校舎を幼稚園に転用（同年11月より使用）。
- 1965年（昭和40年）
  - 3月 - 完全給食を開始。
  - 4月 - 特殊学級を設置。
- 1969年（昭和44年）3月 - 鉄筋コンクリート造校舎（管理棟1棟、2階建普通教室（8教室）等）が完成。
- 1972年（昭和47年）2月 - 体育館兼講堂が完成。
- 1976年（昭和51年）3月 - 創立100周年記念式典を挙行。
- 1978年（昭和53年）11月 - ぎんなん幼稚園の新園舎が完成。
- 1986年（昭和61年）
  - 2月 - 平屋建て西校舎（4教室）、給食室等が完成。
  - 3月 - 新校舎落成記念式典・祝賀会を挙行。
- 2004年（平成16年）3月1日 - 高千穂町立ぎんなん幼稚園が閉園。
- 2010年（平成22年）
  - 4月1日 - 高千穂町立五ヶ所小学校を統合。北校舎の耐震工事を完了。
  - 8月 - 運動場を整地。
- 2011年（平成23年）8月 - 管理棟の耐震工事を完了。
- 2012年（平成24年）9月 - 第1回小中合同運動会・体育大会を開催。
- 2019年（平成31年）2月 - プールを補修。
- 2021年（令和3年）
  - 4月1日 - 高千穂町立田原中学校の閉校により、中学校区が高千穂町立高千穂中学校に変更となる。
  - 6月 - 旧・田原中学校校舎への移転が協議され、移転しないことを決定・確認。
  - 9月 - 田原中学校の閉校により、9年ぶりに小学校単独での運動会を実施。

旧・五ヶ所小学校（ごかしょ）

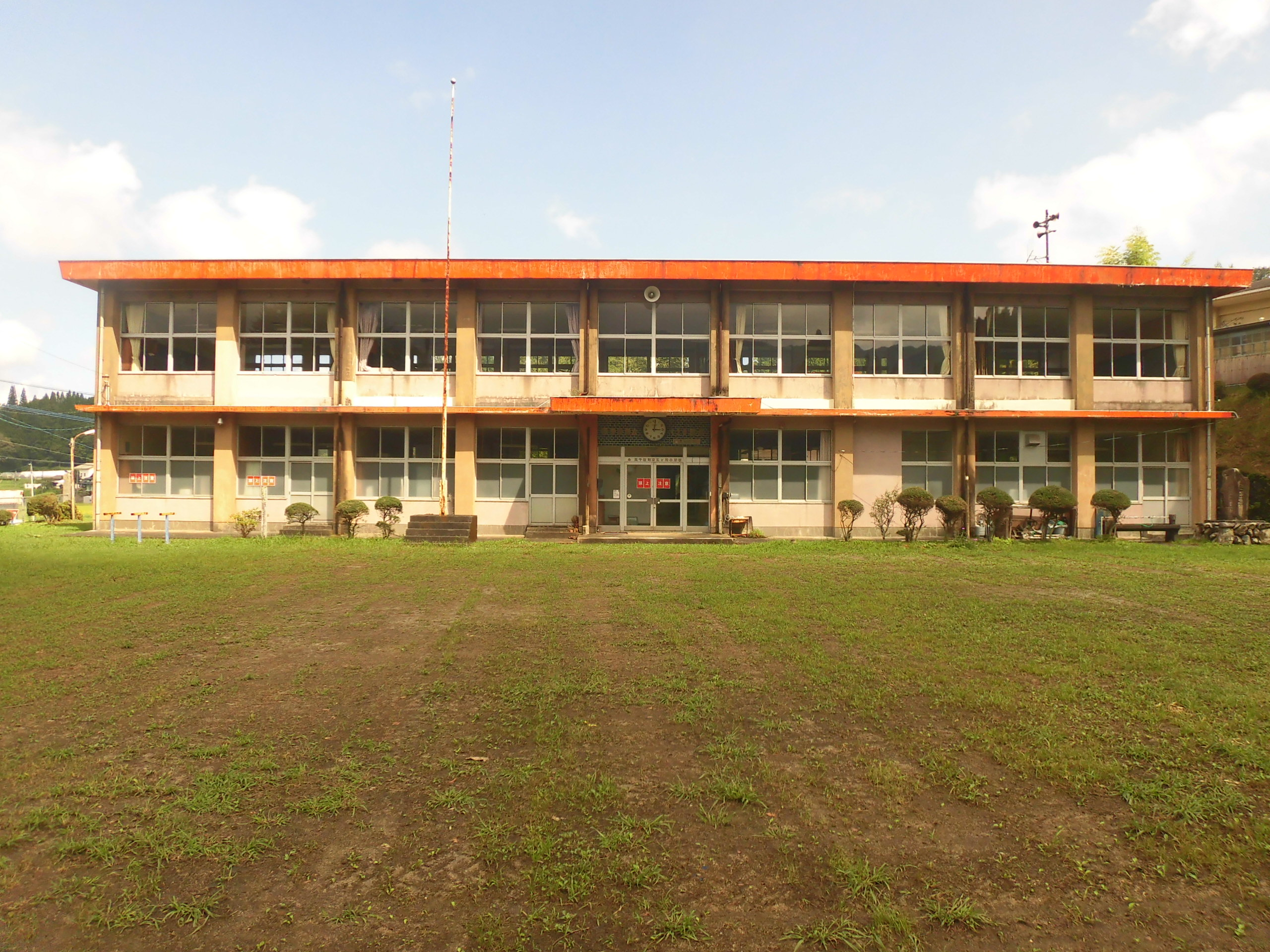
旧・五ヶ所小学校 校舎

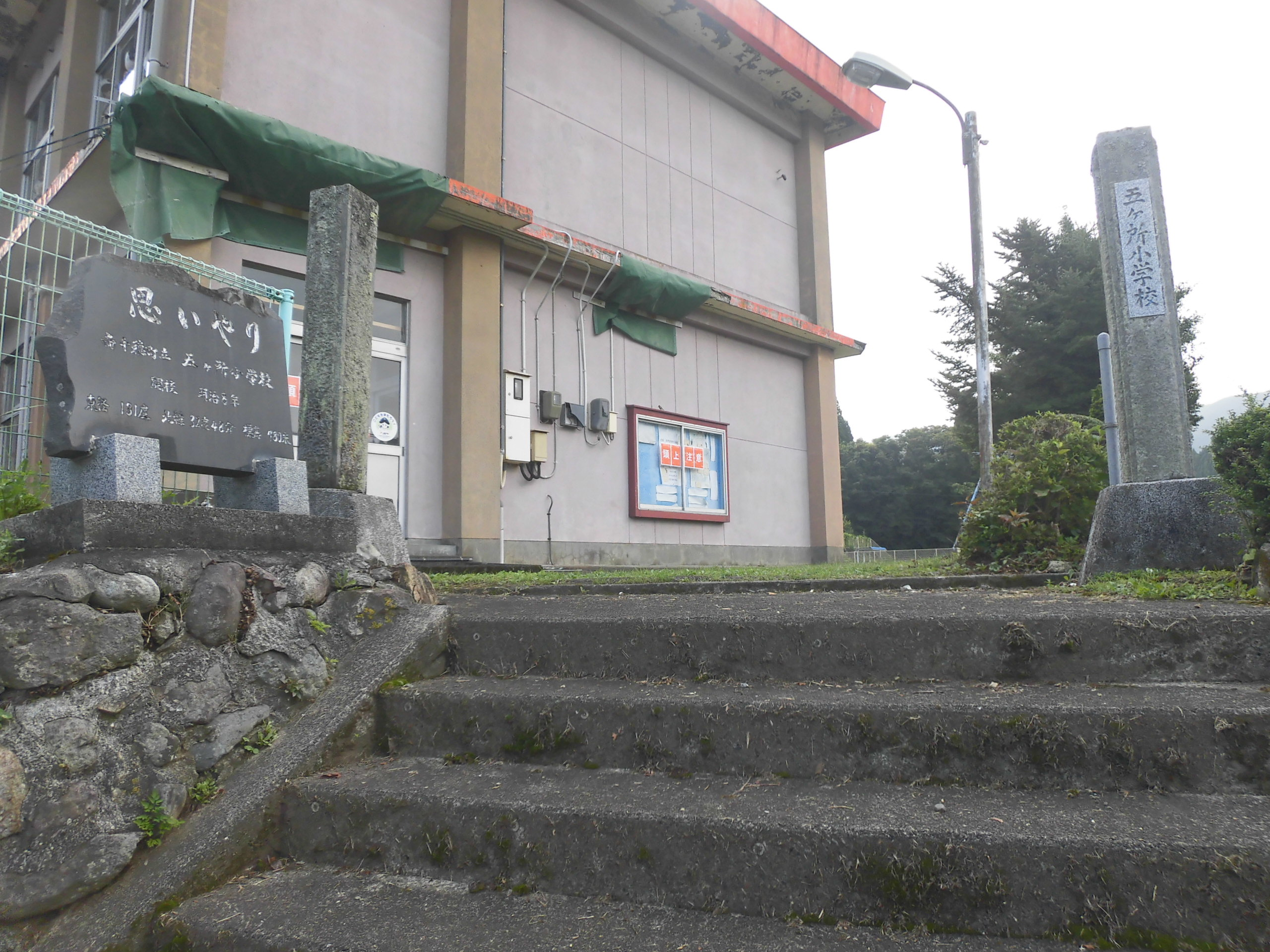
旧・五ヶ所小学校 体育館

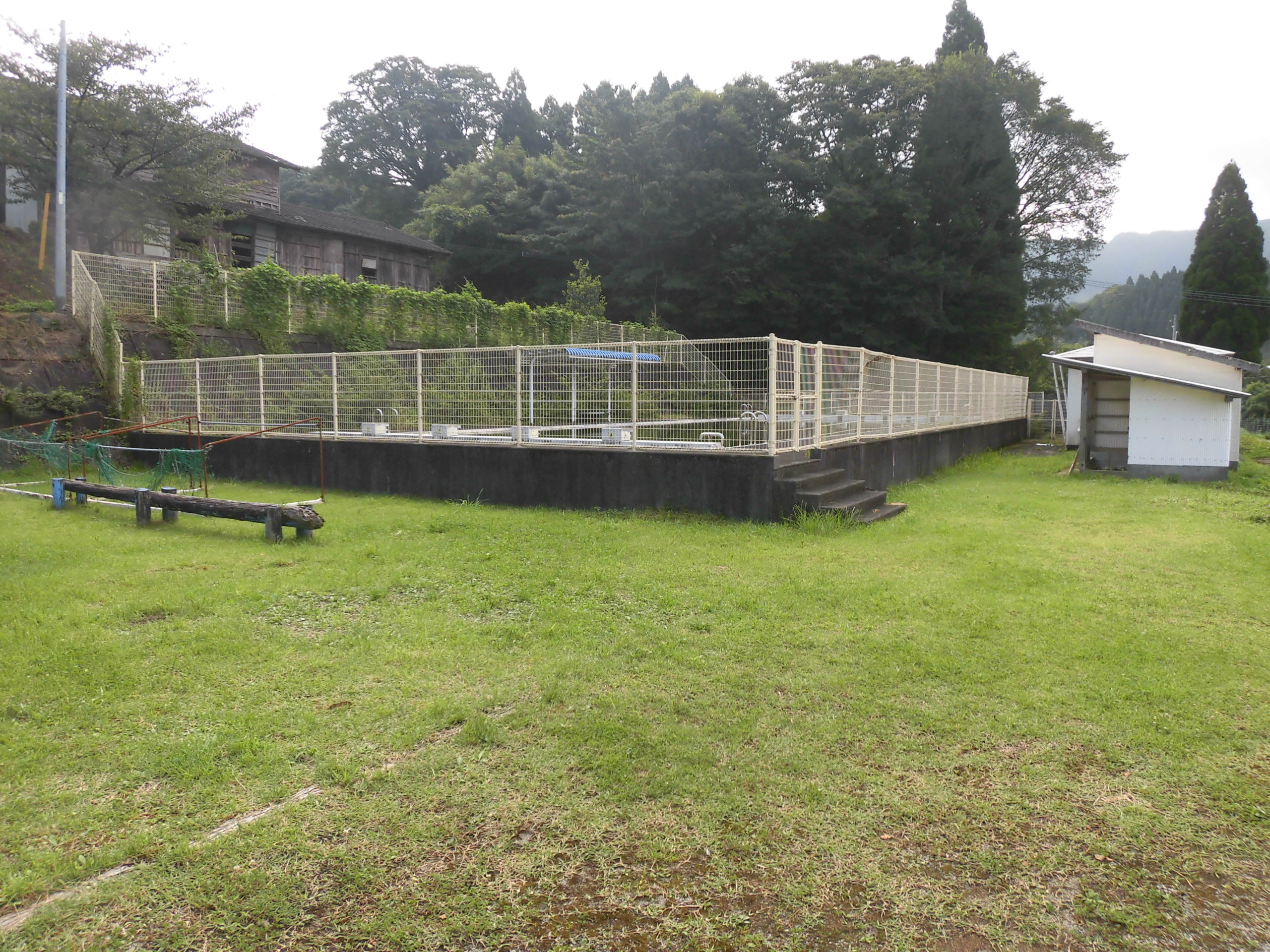
旧・五ヶ所小学校 プール

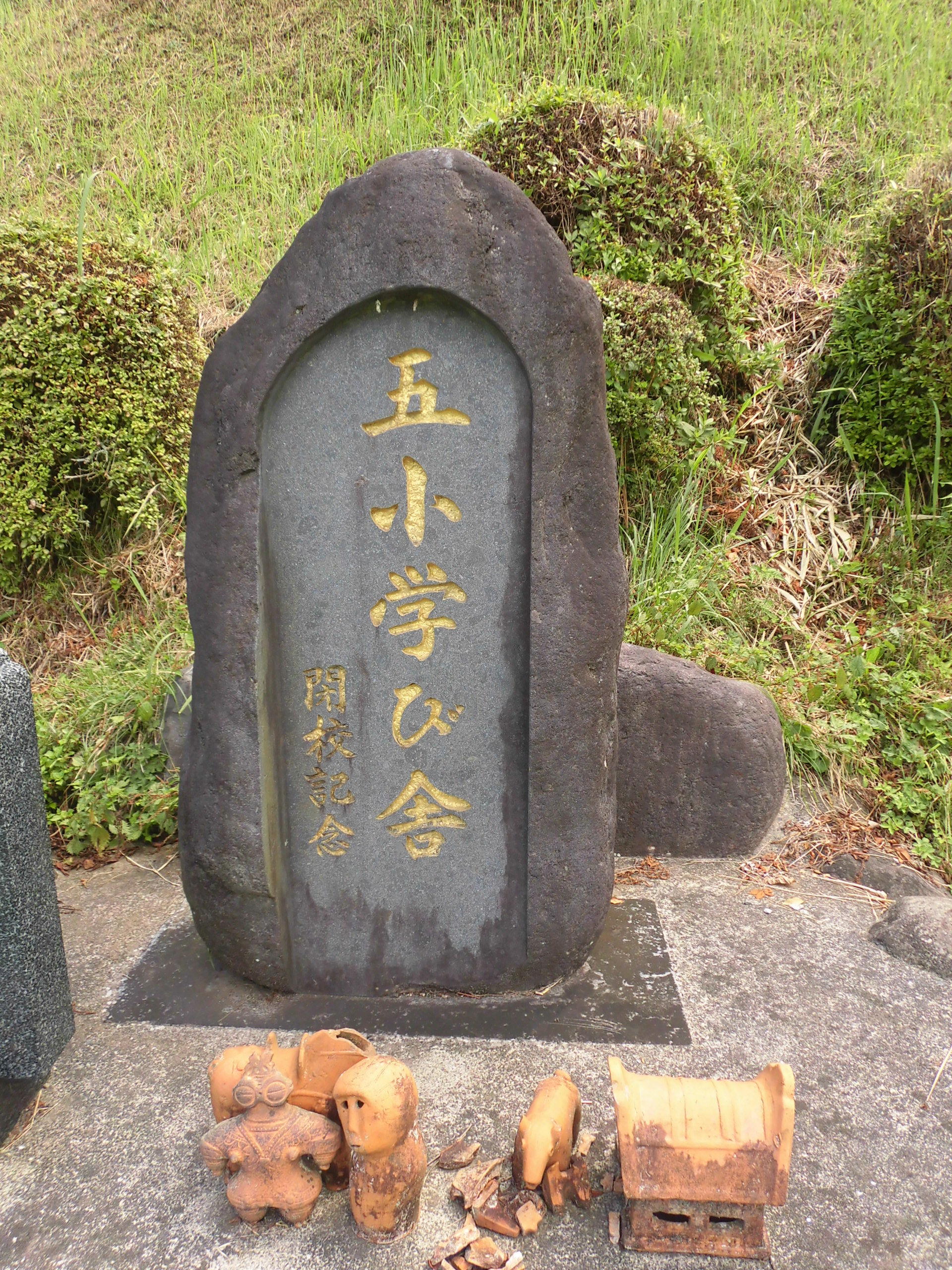
旧・五ヶ所小学校 閉校記念碑

- 1874年（明治7年）- 民家を校舎として、「五ヶ所小学校」が創立[3]。
- 1887年（明治20年）- 小学校令施行により、尋常科（4年制）を設置の上、「尋常五ヶ所小学校」に改称。
- 1889年（明治22年）5月1日 - 町村制施行に伴い、西臼杵郡3村（五ケ所・河内・田原）合併で「田原村」が発足。
- 1892年（明治25年）4月 - 「五ヶ所尋常小学校」に改称。
- 1906年（明治39年）- 最終所在地に校舎を新築して移転を完了。
- 1909年（明治42年）3月 - 統合により、「田原尋常高等小学校 五ヶ所分教場」と改称。
- 1911年（明治44年）6月 - 田原尋常小学校より分離の上、「五ヶ所尋常小学校」として独立。
- 1927年（昭和2年）3月31日 - 統合により、「田原尋常高等小学校 五ヶ所分教場」となる。
- 1941年（昭和16年）4月1日 - 国民学校令施行により、田原尋常高等小学校より分離の上、「田原村五ヶ所国民学校」に改称。尋常科を初等科に改める。
- 1943年（昭和18年）- 2教室を増築。高等科（2年制）を併置。
- 1947年（昭和22年）4月1日 - 学制改革（六・三制の実施）が行われる。この年、学校給食を開始。
  - 国民学校初等科は、新制小学校「田原村立五ヶ所小学校」に改組・改称。1教室を増築。
  - 国民学校高等科は、青年学校普通科とともに、新制中学校「田原村立田原中学校 五ヶ所分教場」に改組・改称され、小学校に併置される。
- 1949年（昭和24年）8月31日 - 田原中学校五ヶ所分教場が「五ヶ所分校」となる。
- 1952年（昭和27年）- 木造校舎（6教室）を改築。
- 1956年（昭和31年）10月1日 - 町村合併（高千穂町・田原村・岩戸村）により、「高千穂町立五ヶ所小学校」（最終名）に改称。
- 1957年（昭和32年）- 講堂兼へき地集会所が完成。

1966年（昭和41年）
- - 3月31日 - 田原小学校五ヶ所分校が廃止される。
  - この年 - 給食を開始。
- 1968年（昭和43年）- プールが完成。
- 1975年（昭和50年）1月7日 - 創立100周年記念碑を建立。
- 2010年（平成22年）3月31日 - 高千穂町立田原小学校への統合により、閉校。136年の歴史に幕を閉じる。
  - 最終所在地 - 宮崎県西臼杵郡高千穂町大字五ヶ所697番地2（北緯32度48分45.8秒 東経131度16分48.9秒 / 北緯32.812722度 東経131.280250度）
  - 校歌 - 歌詞は2番まであり、両番の歌詞中に校名の「五ヶ所小学校」が登場する。
  - 最寄りのバス停留所 - 高千穂町ふれあいバス 五ヶ所線 「五ヶ所」停留所
  - 最寄りの幹線道路 - 大分県道・熊本県道・宮崎県道8号竹田五ヶ瀬線

## 交通
最寄りのバス停留所
- 高千穂町ふれあいバス 田原線 「田原診療所」停留所

最寄りの幹線道路
- 大分県道・熊本県道・宮崎県道8号竹田五ヶ瀬線 「高千穂町河内」交差点
- 国道325号

## 周辺
- 高千穂町役場 田原出張所
- 田原郵便局
- 高千穂警察署 河内警察官駐在所
- 河内公民館
- 田原のイチョウ
- 熊野鳴瀧神社
- 旧・高千穂町立田原中学校
- 河内郷大橋
- 河内川

## 参考資料
- 「高千穂町史 本編」（高千穂町、1972年（昭和47年）3月30日発行）p.690～p.691（田原小学校）、p.691～p.692（五ヶ所小学校）